# البرانقة (بني سويف)
قرية البرانقة  هي إحدى القرى التابعة لمركز ببا في محافظة بني سويف في جمهورية مصر العربية. حسب إحصاءات سنة 2006، بلغ إجمالي السكان في البرانقة 9867 نسمة، منهم 4809 رجل و5058 امرأة.